# Carl von Ossietzky
Carl von Ossietzky, född 3 oktober 1889 i Hamburg, död 4 maj 1938 i Berlin, var en tysk journalist, författare och pacifist. Han tilldelades Nobels fredspris 1935.

## Biografi
von Ossietzky utgav under flera år tidskriften Die Weltbühne. Han avslöjade tillsammans med andra journalister upprustningen av Tysklands flygvapen i Reichswehr under Weimarrepubliken. 1931 anklagades och dömdes han för spionage av den tyska statsmakten i Weltbühne-Prozess. Carl von Ossietsky och Walter Kreiser anklagades 1929 för landsförräderi och förrådande av militära hemligheter. von Ossietsky dömdes 1931 till 18 månaders fängelse för spionage. von Ossietsky blev sedan anklagad för att ha förolämpat Reichswehr på grund av en mening som Kurt Tucholsky låg bakom, "Soldaten sind Mörder". von Ossietzky släpptes 1932. 
Verk av honom brändes under bokbålen runt om i Tyskland i maj 1933.
1936 tilldelades von Ossietzky Nobels fredspris för året 1935. Han befann sig då i koncentrationslägret Esterwegen sedan 1933, led av tuberkulos och svagt hjärta och Tysklands regering lät honom inte lämna landet för att ta emot priset. Året därefter förbjöds tyskar att ta emot Nobelpriset.

## Utmärkelser
Asteroiden 7584 Ossietzky är uppkallad efter honom.

## Svenska översättningar
- Ossietzky talar: en antologi (sammanställd av Kurt Singer, förord av Sigurd Hoel, översättning av Arne Holmström, Holmström, 1937)
- Osaliga äro de fridsamma: artiklar 1918-33 (i urval och med en inledning av Ingegerd Lundgren, i svensk översättning av Hans O. Sjöström, efterskrift av Rosalinda von Ossietzky-Palm, Ordfront, 1988)